# Harry and the Potters
Harry and the Potters ist eine US-amerikanische Wizard-Rock-Band aus Massachusetts, die im Jahr 2002 gegründet wurde.

## Geschichte
Gegründet wurde Harry and the Potters 2002 von den beiden Brüdern Joe und Paul DeGeorge. Letzterer erhielt 1999 von einem Freund den Tipp, sich den ersten Harry-Potter-Band durchzulesen, kam aber erst ein Jahr später dazu, als sein damals 12-jähriger jüngerer Bruder Joe das Buch von seiner Tante zu Weihnachten bekam. Er selbst war vor allem interessiert, wie es das Werk schaffte, tausende von Kindern in eifrige Leser zu verwandeln. Als er mit der Lektüre begann, kam er danach nicht wieder von dem Buch los. Er erkannte umgehend Parallelen zwischen Harry Potters antiautoritärer Einstellung und der Attitüde seiner Rock-&-Roll-Vorbilder wie etwa Bruce Springsteen oder Fugazi, woraufhin die Idee, die Figur des Harry Potter als Rocksänger auftreten zu lassen, geboren wurde. Der sich mittlerweile in der High School befindliche Joe veranstaltete einige Zeit später immer wieder in der elterlichen Garage Konzerte. Als eine der Bands kurzfristig absagte, wollte er den Gig jedoch trotzdem abhalten. Er und sein aufs College gehender Bruder schrieben daraufhin in einer Stunde ein halbes Dutzend Lieder, zogen alte Graduation-Mäntel und Krawatten an und trugen dann diese Titel vor, wobei beide den Charakter des Harry Potter verkörperten, allerdings in unterschiedlichen Altersstufen (Schuljahr 4 bzw. 7). Als aus diesem improvisierten Auftritt ein vollwertiges Musikprojekt wurde, waren die Künstler zunächst noch technisch limitiert, und die Songs mussten im kleinen Kreis darbringbar sein. Erst später schrieben sie Titel, die auch Publikumsinteraktion miteinbezogen und ein größeres Spektrum an musikalischen Einflüssen erlaubten. Es folgten 3 Studio- und ein Live-Album sowie mehrere EPs und Compilations, ehe es in den frühen 2010er Jahren still um die Band wurde. 2019 erschien nach 13 Jahren das vierte Studioalbum Lumos mit der ersten neuen Musik seit Anbruch der 2010er Jahre. Es handelt sich dabei um ein Konzeptalbum über den siebten Harry-Potter-Band. Die zwei Mitglieder bestätigten, dass die lange Pause unter anderem daran lag, dass sie an unterschiedlichen Orten des Landes wohnten und es schwer wurde, gemeinsam an Liedern zu arbeiten. Neben ihrer Musik rief die Band gemeinsam mit Comedian Andrew Slack die Organisation The Harry Potter Alliance ins Leben, welche sich für Aktivismus unter Fans einsetzt und unter anderem für die Gründung von Büchereien und das Verwenden von Fairtrade-Schokolade für lizenzierte Harry-Potter-Süßwaren verantwortlich zeichnet. Außerdem besitzen sie das Plattenlabel Eskimo Laboratories.

## Stil
Harry and the Potters sind musikalisch dem Wizard Rock zuzuordnen, einem Subgenre der Rockmusik, dessen lyrischer Inhalt um das Harry-Potter-Franchise herum aufgebaut ist. Dabei setzt die Gruppe auf einen charakteristischen Do-It-Yourself-Klang und raue, zumeist unbearbeitete Lo-Fi-Gitarrenmusik, die den Ästhetiken des Indie-Rock- und Punkrock entsprechen. Sie wurde von der Musikpresse unter anderem mit They Might Be Giants verglichen, die sie selbst neben Atom and His Package als Vorbild nennt. Die Band beschreibt ihre Vision als „wenn Harry Potter eine schmuddelige Punkrockband hätte“. Inhaltlich spielen sich die Musiktexte nicht nur sämtlich im Harry-Potter-Universum ab, sondern sind auch aus der Sicht des Protagonisten verfasst, wodurch es nahezu ununterbrochen zu Erwähnungen von anderen Figuren, Zaubersprüchen bzw. -tränken und Ereignissen aus den Romanen kommt. Laut Polygon stünde die Gruppe für eine Pre-YouTube-Ära, als das Fandom noch ausschließlich von Fans angetrieben wurde und man individuellen Künstlern in Foren und auf MySpace folgen musste, um den bestmöglichen Harry-Potter-Content zu erhalten. Ungewöhnlich an der Band sind zudem auch ihre Live-Auftritte, da die Gruppe vorwiegend in Büchereien spielt. Entsprechend der filmischen Darstellung der namensgebenden Romanfigur tragen die Musiker hierbei eine Brille mit kreisrunden Gläsern und eine rotgelb gestreifte Krawatte.

## Wirkung
Harry and the Potters gelten als Begründer und wichtigste Vertreter des Wizard-Rock-Genres, das in den 2000er Jahren im Zuge des Harry-Potter-Fandoms aufkam und innerhalb dessen seitdem eine eigene Sub-Subkultur aufbauen konnte. Spätere Vertreter dieses Stils, wie etwa Draco and the Malfoys, Tonks and the Aurors oder The Remus Lupins, zeigten sich stark von der Gruppe beeinflusst und machten ihre musikalischen und inhaltlichen Merkmale, wie etwa ihren unpolierten, rauen Indie-Klang oder das Verfassen von Texten aus der Sicht derjenigen Charaktere, die der jeweiligen Band ihre Namen gaben, zum Standard des Genres. Musiker wie Lauren Fairweather oder The Lovegoods übernahmen den Klang der Musik, setzten textlich jedoch auf Themen, die entweder allgemein innerhalb des Potter-Universums angesiedelt sind oder das Fandom an sich besingen. Seinen Höhepunkt fand der Musikstil gegen Ende der Popularität des sozialen Netzwerks MySpace. Zu dieser Zeit gab es rund eintausend Interpreten, welche Wizard Rock veröffentlichten.
Auch außerhalb der Fan-Community der Harry-Potter-Reihe kam es bereits zur Rezeption. 2007 äußerte sich J.K. Rowling positiv zu der Band und nannte es „unglaublich, schmeichelnd und aufbauend“, dass Leute ein solches Projekt im Namen ihrer Figur auf die Beine stellten. Zudem bedachten unter anderem Polygon, Rolling Stone, Steamboat Pilot & Today und Nerdist die Musikgruppe Ende der 2010er Jahre mit Artikeln, in denen sie zu Anlässen wie dem zwanzigjährigen Jubiläum des ersten Harry-Potter-Buchs oder dem Erscheinen ihres Comeback-Albums Lumos retrospektiv die Karriere der Band sowie ihren Einfluss auf den Wizard Rock beleuchteten.

## Diskografie

### Studioalben
- 2003: Harry and the Potters
- 2004: Voldemort Can’t Stop the Rock!
- 2006: Harry and the Potters and the Power of Love
- 2019: Lumos

### Livealben
- 2011: Live at the New York Public Library

### Kompilationsalben
- 2009: Priori Incantatem

### Sampler
- 2005: A Magical Christmas of Magic

### EPs
- 2006: Scarred for Life
- 2006: Harry and the Potters / The Zambonis (Split-EP mit The Zambonis)
- 2007: The Enchanted Ceiling
- 2008: In the Cupboard

### Singles
- 2019: The Harry Potter Boogie